# شمارشگر گایگر (آلبوم)
شمارشگر گایگر (به انگلیسی: Geiger Counter) نخستین آلبوم استودیویی از گروهٔ موسیقی لایر، فلاور که توسط خواننده-ترانه‌پرداز انگلیسی کیتی‌جین گارساید و گیتارزن آمریکایی کریس وایتینگهام به‌وجود آمده‌است، می‌باشد؛ این دو قبلاً با یکدیگر به‌عنوان روبی ثروت کار کرده بوده‌اند. نام این آلبوم به نوعی دستگاه که از توانایی در شناسایی ذرات باردار برخوردار است و نامش شمارشگر گایگر می‌باشد، اشاره دارد.